# درخت فندق بزرگ
درخت فندق بزرگ(نام علمی: Corylus maxima) نام یک گونه از سرده فندقیان است.